# پودهرادنی لهوتا
پودهرادنی لهوتا (به چکی: Podhradní Lhota) یک منطقهٔ مسکونی در جمهوری چک است که در ناحیه کرومیریژ واقع شده‌است. پودهرادنی لهوتا ۳٫۷۸ کیلومتر مربع مساحت و ۵۱۹ نفر جمعیت دارد و ۳۸۶ متر بالاتر از سطح دریا واقع شده‌است.